# University of Hull

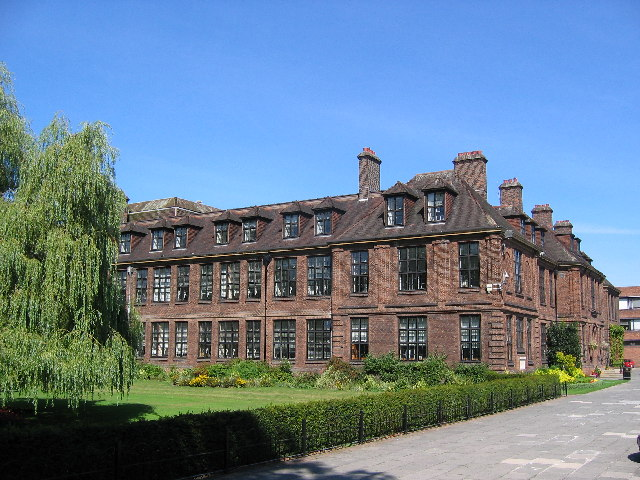
University of Hull.

University of Hull, även kallat Hull University, är ett universitet beläget i Kingston upon Hull, England. Universitetet grundades år 1927 som University College of Hull men fick full universitetsstatus först 1954.
Universitetet har cirka 22 000 studenter.